# Melica virgata
Melica virgata är en gräsart som beskrevs av Porphir Kiril Nicolai Stepanowitsch Turczaninow och Carl Bernhard von Trinius. Melica virgata ingår i släktet slokar, och familjen gräs. Inga underarter finns listade i Catalogue of Life.